# David Dacko

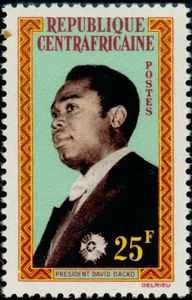
Postzegel met afbeelding van David Dacko

David Dacko (Bouchia, 24 maart 1930 - 20 november 2003) was tweemaal president van de Centraal-Afrikaanse Republiek (1960-1966 en 1979-1981).
David Dacko was afkomstig uit een boerenfamilie. Hij volgde een lerarenopleiding en was enige tijd als leraar werkzaam. Vanaf de jaren '50 was hij lid van de nationalistische MESAN (Mouvement d'Évolution Sociale de l'Afrique Noire, d.i. Beweging voor de Sociale Evolutie van Zwart Afrika). In 1959 volgde hij zijn familielid, Barthélemy Boganda, op als premier van de Centraal-Afrikaanse Republiek. 
Op 14 augustus 1960 werd hij de eerste president van de Centraal-Afrikaanse Republiek (voorheen een Franse kolonie). Zijn bewind werd steeds corrupter. In 1962 werd de MESAN de enige toegestane partij. Dacko riep de hulp in van de Volksrepubliek China, Frankrijk en de Verenigde Staten voor de opbouw van het land.
In januari 1966 werd hij door zijn neef, generaal Jean-Bédel Bokassa ten val gebracht. Sindsdien leefde hij in ballingschap.
Op 20 september 1979 werd Bokassa door Dacko in een door Frankrijk ondersteunde coup ten val gebracht en werd David Dacko opnieuw president. Hij schafte de MESAN af en verving haar door de Centraal-Afrikaanse Democratische Unie (UDC). De corruptie bleef voortbestaan en oppositie werd onder hem niet geduld.
In de zomer van 1981 werd hij herkozen als president, 
in september 1981 bracht zijn staf-chef, generaal André Kolingba hem ten val. In 1992 en 1999 was hij presidentskandidaat, maar hij werd nooit meer herkozen. 